# Abdij van Val-Dieu

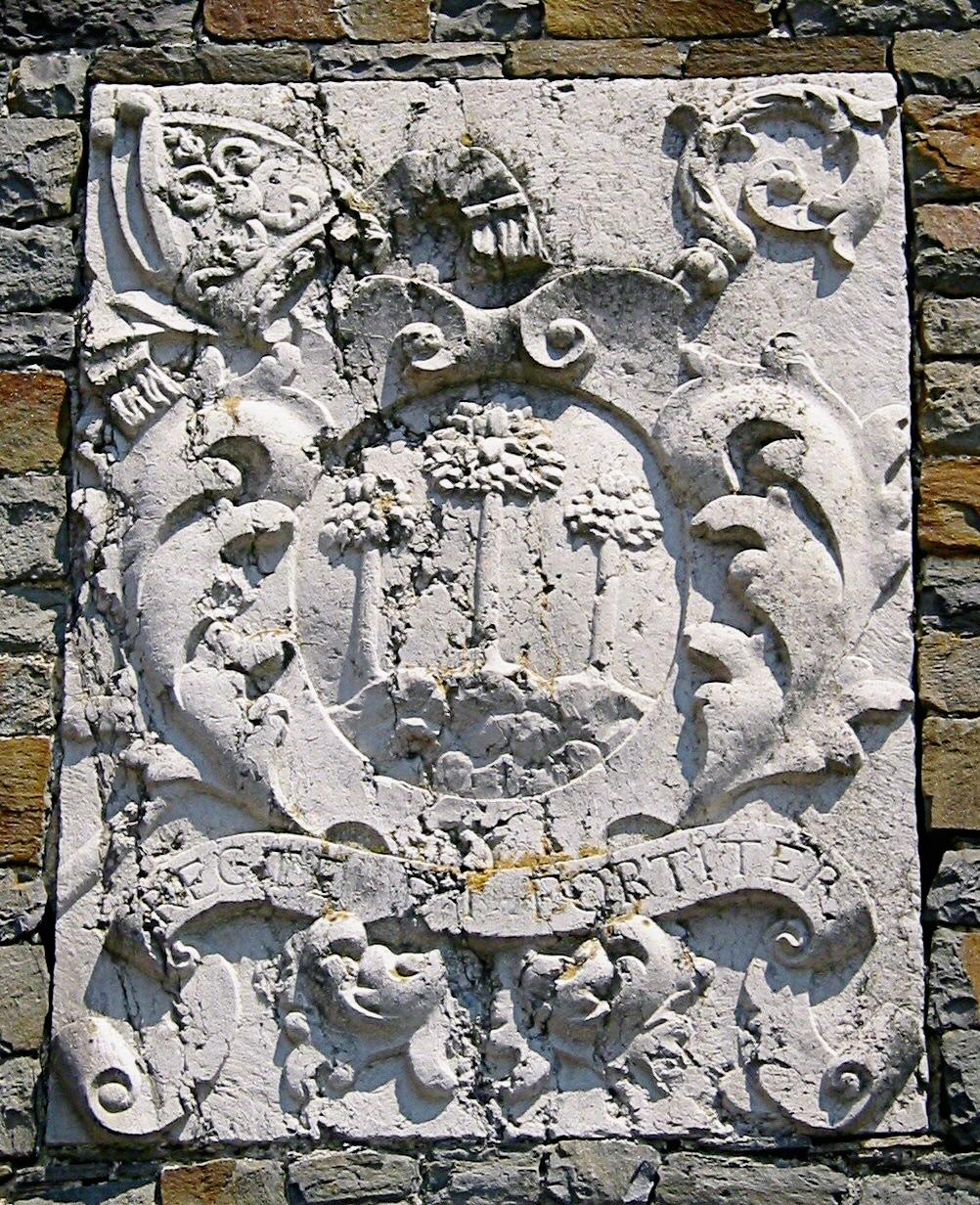
Wapenschild van abt Jean Dubois op de façade van de watermolen

De Abdij van Val-Dieu of Abdij van Godsdal is een voormalige cisterciënzerabdij in de gemeente Aubel in de Belgische provincie Luik. De abdij, gesticht in het begin van de 13e eeuw, is thans een bezinningscentrum en een bezoekerscentrum met onder andere openbaar toegankelijk park, een brouwerij, een restaurant en een winkel.

## Geschiedenis

### 13e–18e eeuw: stichting en bloeitijd
De Abdij van Val-Dieu ontstond begin 13e eeuw als een stichting van de Abdij van Hocht (bij Maastricht), een klooster dat zich in deze periode steeds meer ontwikkelde tot een adellijk stift voor vrouwen. In 1203 had de abdij in Weerst al een stuk grond gekocht om daarop een nieuwe abdij voor cisterciënzermonniken te bouwen. In 1216 schonk de toenmalige graaf van Dalhem, Lotharius van Are Hochstaden, echter grond voor een nieuwe abdij in het Land van Herve, precies op de grens van het graafschap Dalhem en het hertogdom Limburg. Ook Hendrik III van Limburg deed een schenking aan de nieuwe gemeenschap. In 1217 en 1218 werd de stichting door een pauselijke bul bevestigd.
Op deze plek, in de dunbevolkte vallei van de Berwijn, ontstond in korte tijd een kloostergemeenschap met op haar hoogtepunt in de 13e eeuw tot dertig monniken en een areaal van 1000 hectare. De abdij bezat toen ook zes molens, drie hoeven, acht schuren en wijngaarden. Toch was de gemeenschap nooit echt talrijk maar economisch wel belangrijk voor de streek. Op politiek gebied nam de abt van Godsdal zitting in de statenvergadering van Dalhem. Vanaf 1598 was de abt afgevaardigd in de Staten van Limburg en de Landen van Overmaas.
De successieoorlog in Limburg (1283-1288) verarmde de abdij en in 1286 vernielde een brand de kerk. Ook de religieuze ijver verminderde wat zelfs leidde tot een interventie van het algemeen kapittel van de cisterciënzers. Door giften van hertog Jan II van Brabant en zijn opvolgers werd de abdij terug opgebouwd. De herstelde abdijkerk kwam in 1331 klaar. 
In de 15e eeuw leed de abdij onder de zware oorlogsbelastingen van Karel de Stoute. In de 16e eeuw verslapte de tucht opnieuw. Protestantse opstandelingen, volgens sommigen Hollandse of staatse troepen, staken in 1574 de kerk en het klooster in brand. De wederopbouw werd eerst in 1625 voltooid. In 1636 werd abt Michiel van Verviers ontvoerd door Hollandse troepen en in 1684 werd de abdij geplunderd door Franse troepen. De 18e eeuw bracht een tijd van rust en herstel. Vooral abt Jean Dubois was actief als bouwheer.

### 19e eeuw: opheffing, heroprichting en splitsing
Onder de Franse bezetting werden de kloosterorden opgeheven, ook de cisterciënzers. De abdij werd door de Fransen in beslag genomen en in 1798 terug verkocht aan de abt, die er bleef wonen tot zijn dood in 1812. Zijn erfgenamen verkochten de inboedel. In 1839 werd de kerk deels vernield. In 1840 slaagde de laatste overlevende monnik erin een deel van de abdij te kopen van de familie van de abt. In 1844 vestigden zich opnieuw monniken, afkomstig uit de Sint-Bernardusabdij in Bornem, in het complex, dat vanaf dat moment een priorij werd. De priorij vormde slechts een klein deel van het veel grotere landgoed, dat in privébezit bleef.
Het gastenverblijf, de abdijhoeve, de smidse, de graanmolen en de omliggende landerijen van circa 120 hectare werden in 1852 verworven door de Luikenaar Henry Pétry, die gehuwd was met barones Eugénie Plunkett de Rathmore. Na de dood van Eugénie in 1883 erfden haar dochters Louise en Eugénie beiden de helft van de abdij van Val-Dieu en een vlakbij gelegen kasteel in Dalhem-Neufchâteau. Louise Pétry (1849-1916) was gehuwd met de Maastrichtse ondernemer en grootgrondbezitter Gustave (I) Regout (1839-1923), die door uitkoop van Louises zuster het gehele landgoed Val-Dieu (met uitzondering van de priorijgebouwen) wist te verkrijgen. Na haar dood kwam ook het kasteel in Neufchâteau in bezit van de Regouts. Hun zoon Adolphe Regout (1876-1952) ontving Val-Dieu als huwelijksgeschenk bij zijn huwelijk met Jeanne Laloux (1881-1971) in 1902. De familie Regout-Laloux met hun zeven kinderen woonden eerst in Luik, later in Brussel, en benutten het landgoed als zomerverblijf en jachtgebied. Experimenten van Adolphe om er schapen te fokken en een fruitbedrijf te vestigen, waren weinig succesvol. Na de dood van Jeanne in 1971 werd Val-Dieu in fasen verkocht. De laatste Regout die er op een pachthoeve woonde was Roger Regout (1915-2010).

### Tweede Wereldoorlog
Tijdens de Tweede Wereldoorlog groeide de abdij onder impuls van abt Albéric Steiger uit tot een centrum voor het verzet tegen de Duitse bezetting en tot een veilige haven voor vervolgde personen. In deze tijd waren twee monniken, pater Hugo (Karel Jacobs, uit Antwerpen) en pater Stephanus (Piet Mühren, uit Bergen op Zoom) actief in het verzetsnetwerk Clarence. Toen hun verzetsactiviteiten door infiltranten in Duitse dienst aan het licht gebracht werd, werden zij opgepakt. Op 9 oktober 1943 werden ze samen met andere verzetsleden terechtgesteld in het Fort bij Rijnauwen, in de buurt van Utrecht. Een stèle in de abdijkerk brengt hulde aan de twee monniken.

### Een lekengemeenschap
In februari 2002 verlieten de laatste drie monniken de priorij. Hun plaats is ingenomen door een christelijke lekengemeenschap, geïnspireerd door de regel van Benedictus en de traditie van de cisterciënzers. De lekengemeenschap van Val-Dieu is verbonden met de abdij van Lérins, het oudste klooster van Frankrijk.

### Nevenactiviteiten: brouwerij en kaasmakerij
Sinds 1997 wordt er in de brouwerij van de abdij opnieuw Val-Dieu bier gebrouwen (blond, bruin, tripel en diverse speciaal bieren). Er is ook een kaasmerk onder de naam «Abbaye du Val-Dieu».

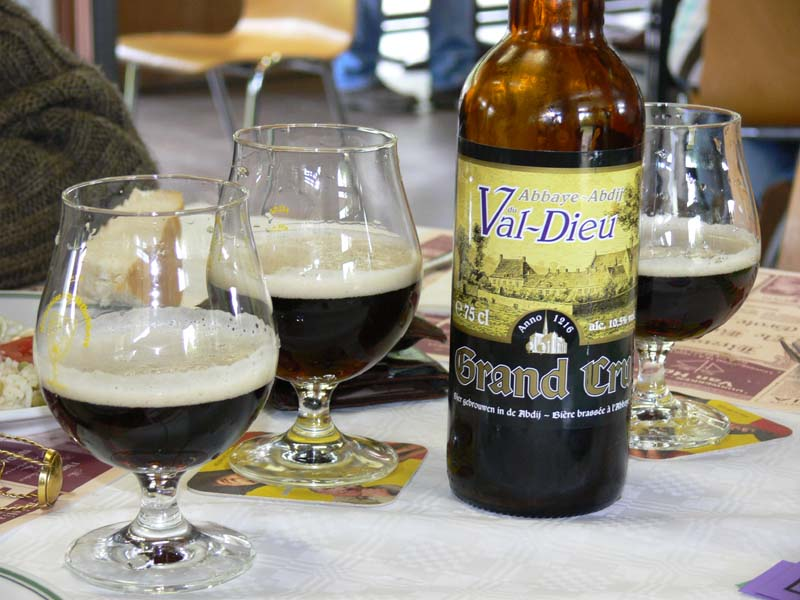
Val-Dieu Grand Cru bier
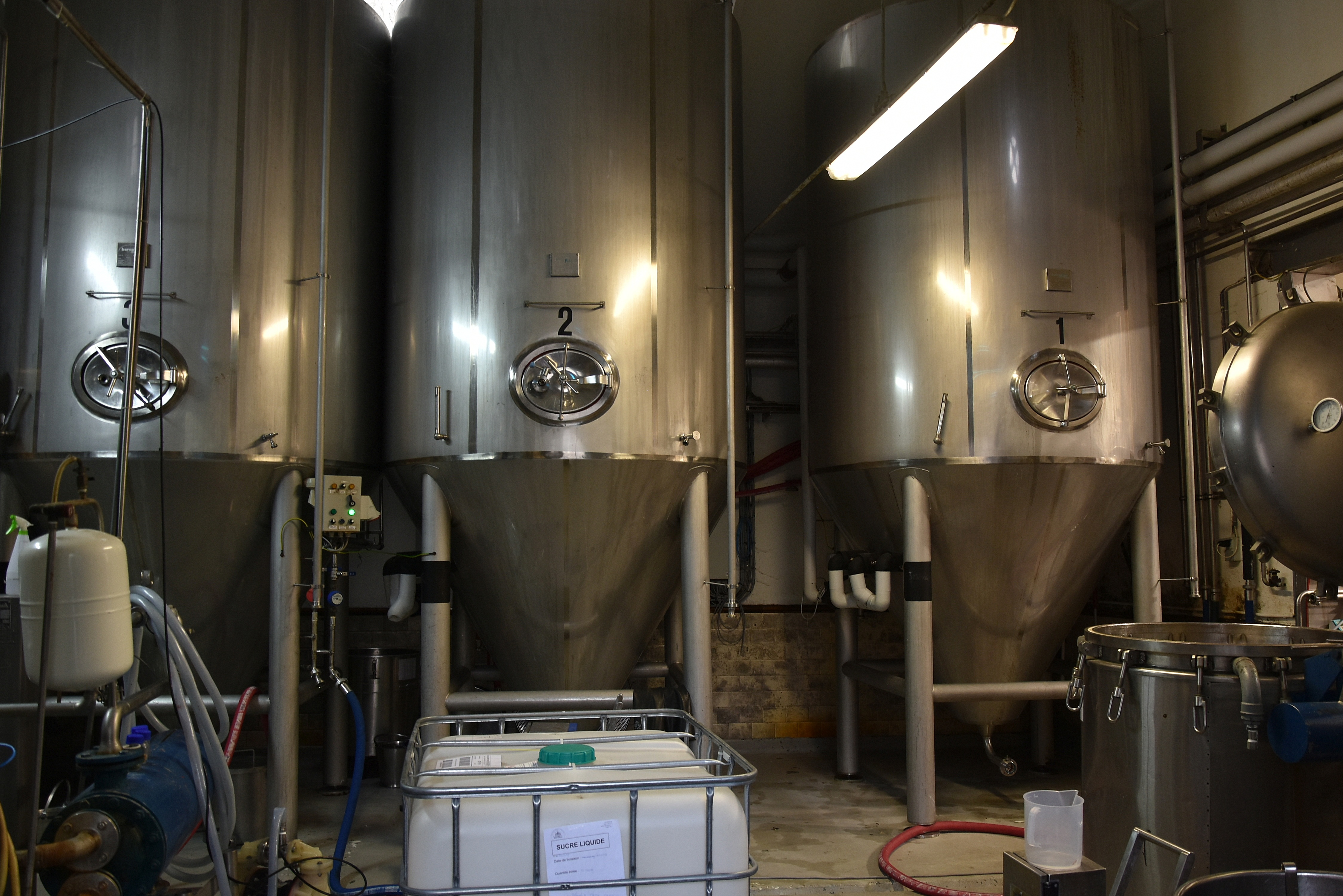
De brouwerij
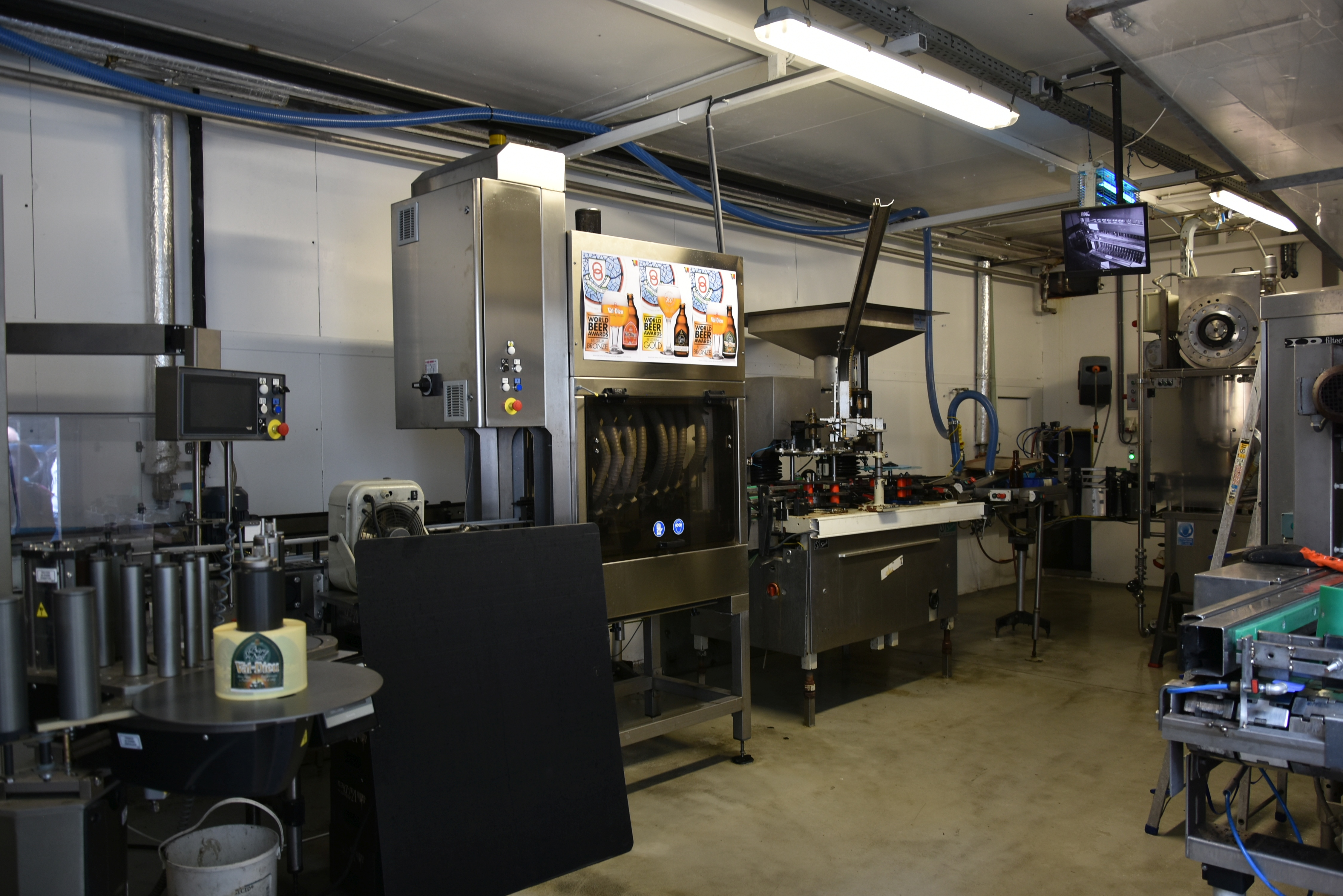
De bottelarij
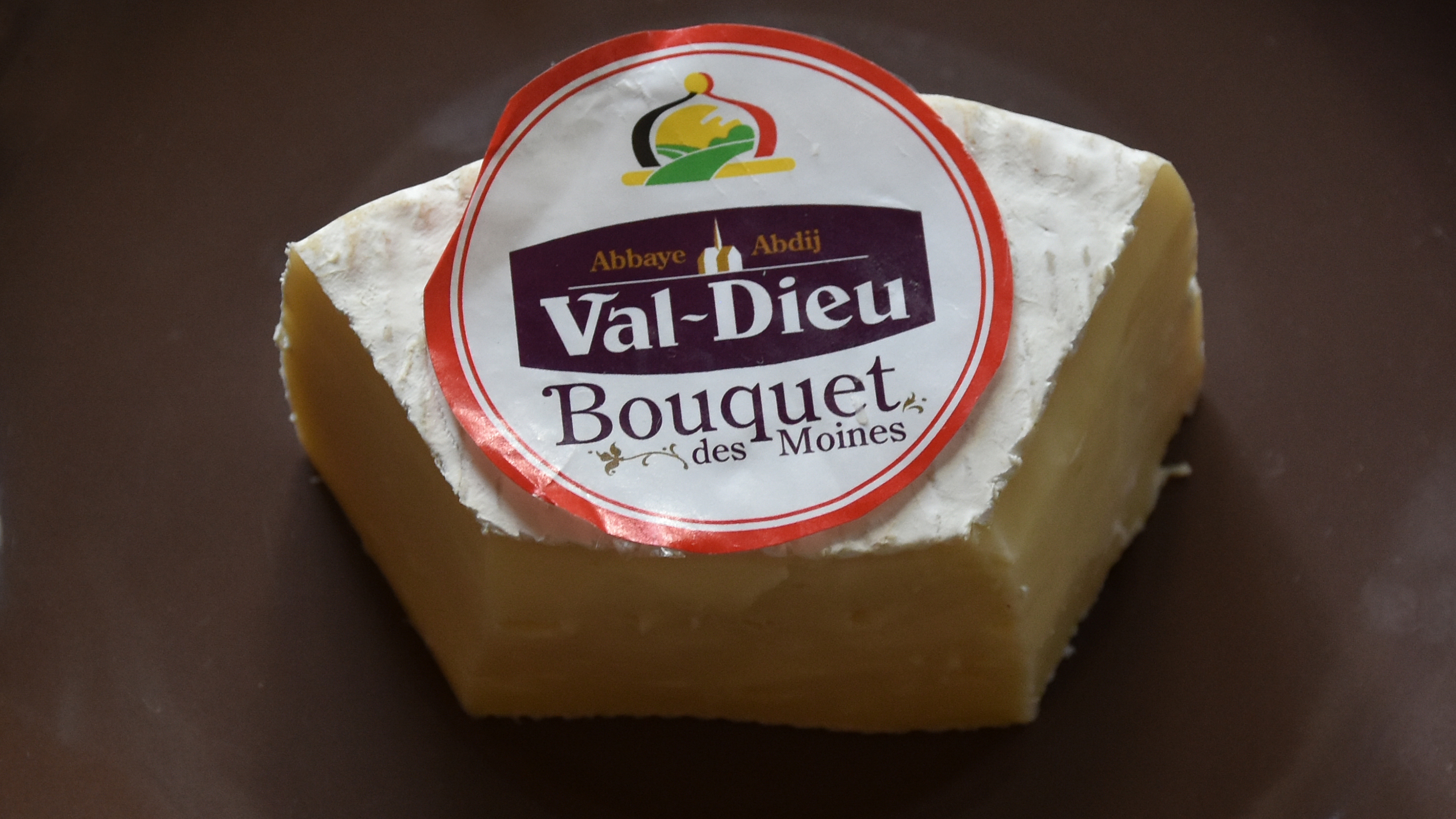
Kaas van Val-Dieu

## Patrimonium

### Erfgoedcollectie
De omvangrijke erfgoedcollectie van de abdij werd in 2001 overgedragen aan de schatkamer van de kathedraal van Luik. De collectie omvat onder andere enkele geïllumineerde middeleeuwse handschriften en circa 80.000 gravures, waarvan circa 12.000 van voor 1800. Een groot deel daarvan is bijeengebracht door de monnik Servais Duriau (1701-1775). Hij verzamelde gravures uit de zestiende, zeventiende en achttiende eeuw uit de Nederlanden, Duitsland, Frankrijk en Italië. Duriau stelde 32 albums samen, waarvan er negentien zijn bewaard, waarin hij uitgeknipte gravures inplakte en van commentaar voorzag. Op die manier ontstond een soort achttiende-eeuwse geïllustreerde encyclopedie met als hoofdthema's religie, geschiedenis, geografie en de kunsten. Het werk van Duriau werd in de negentiende eeuw voortgezet door de abt Nicolas Henrotte (1811-1897). De collectie wordt gerestaureerd door het David-Constantfonds van de Koning Boudewijnstichting.

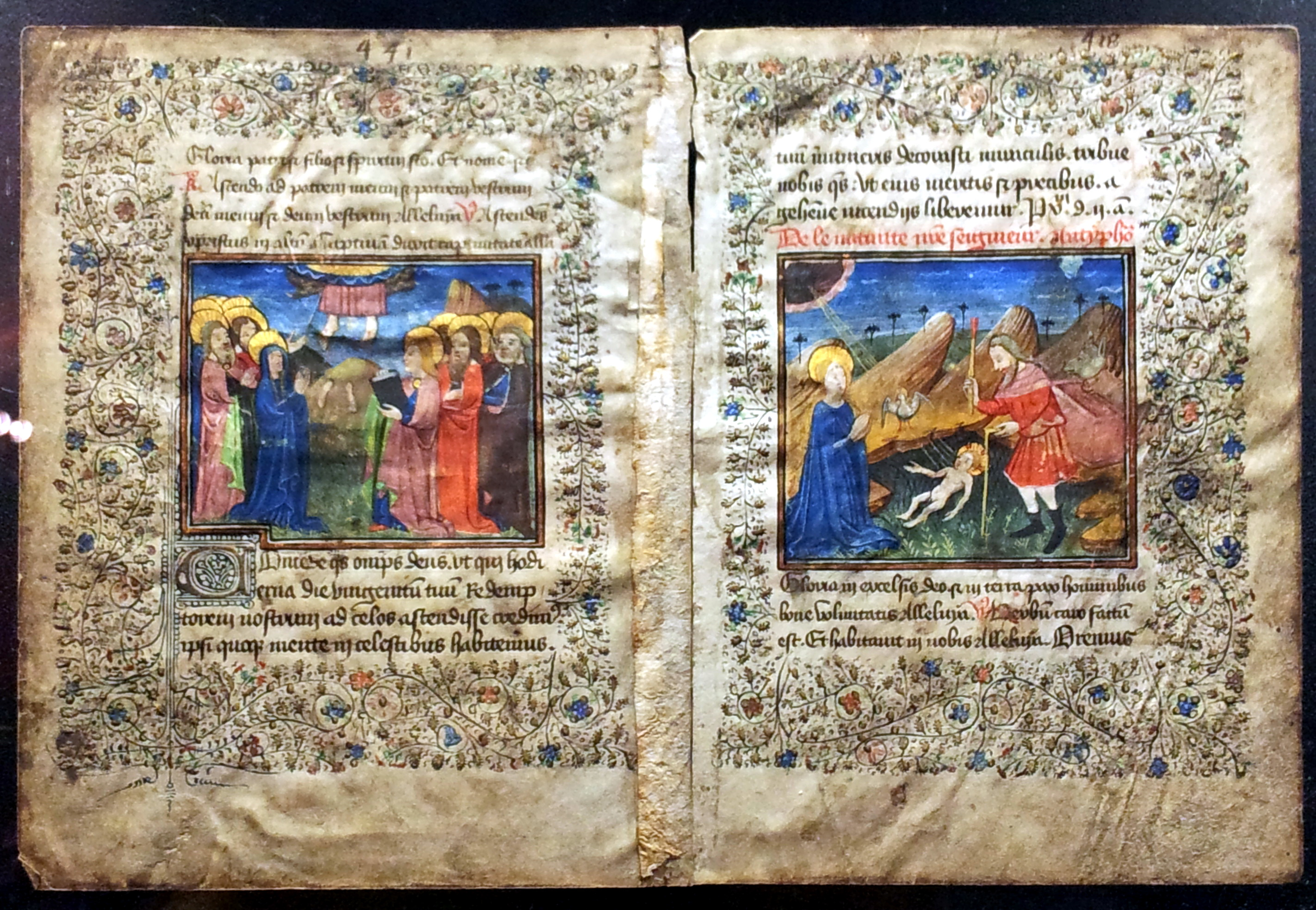
15e-eeuws getijdenboek, schatkamer Sint-Pauluskathedraal
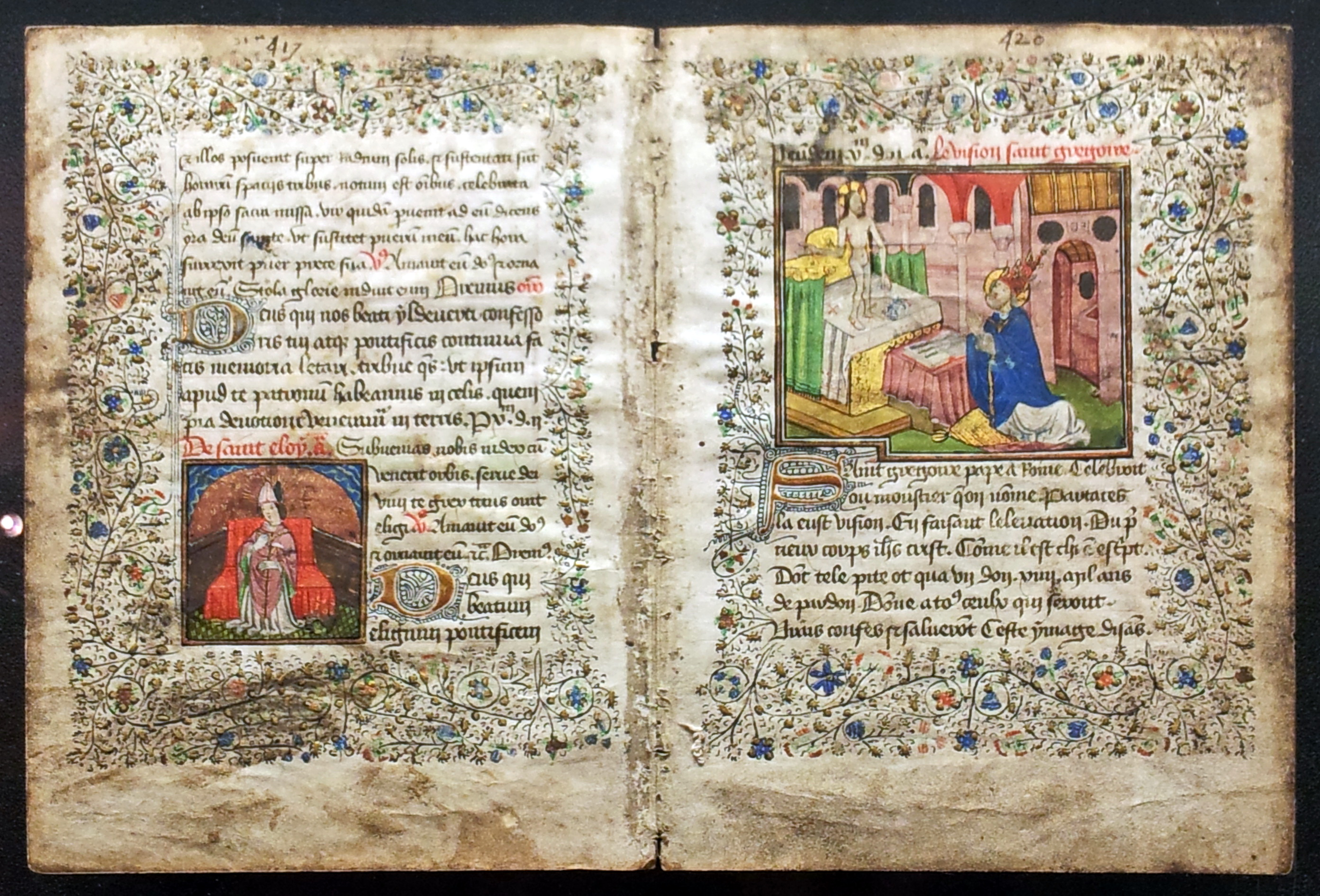
Idem
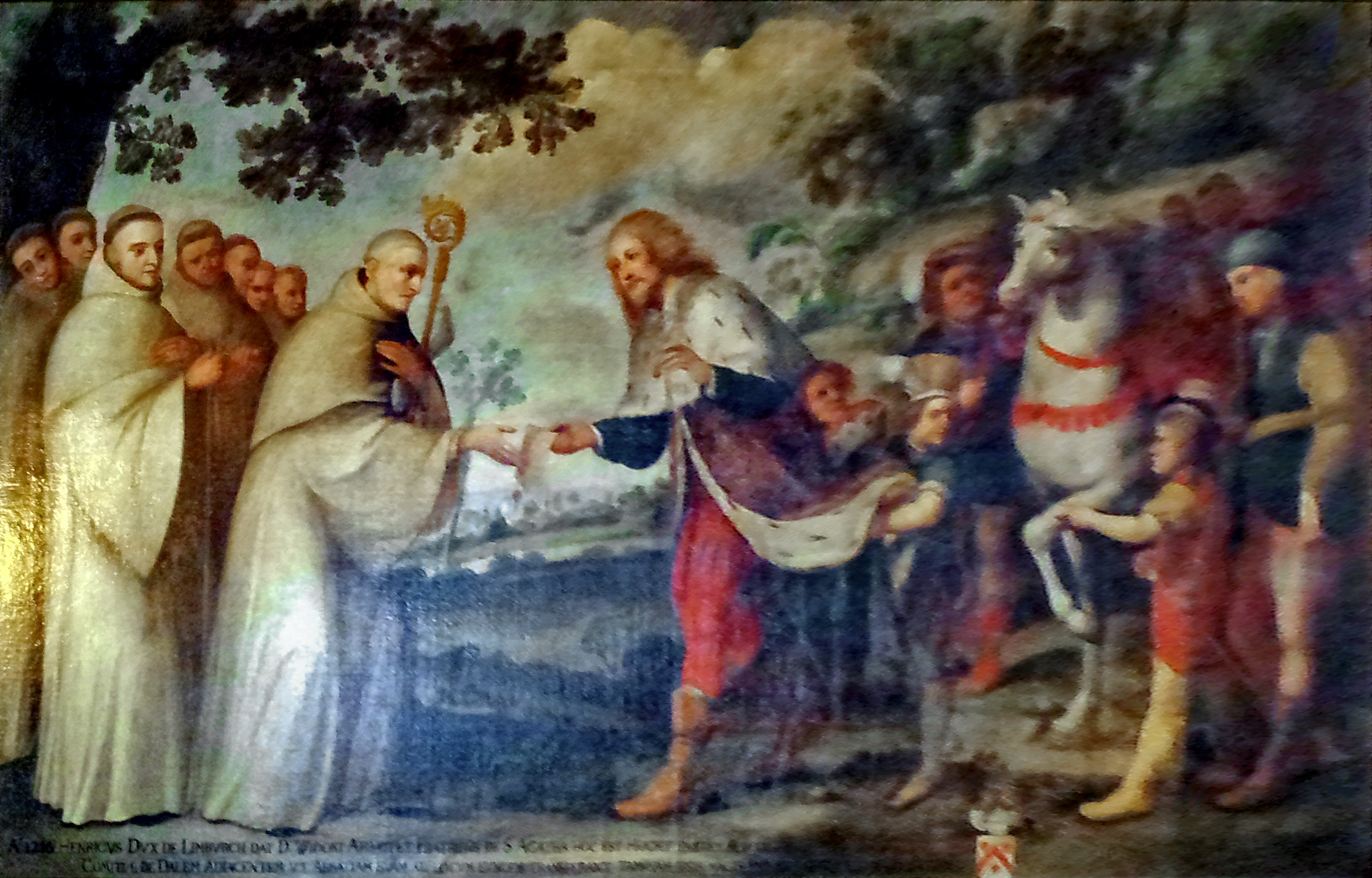
17e-eeuws schilderij van de abdijstichting door Hendrik III
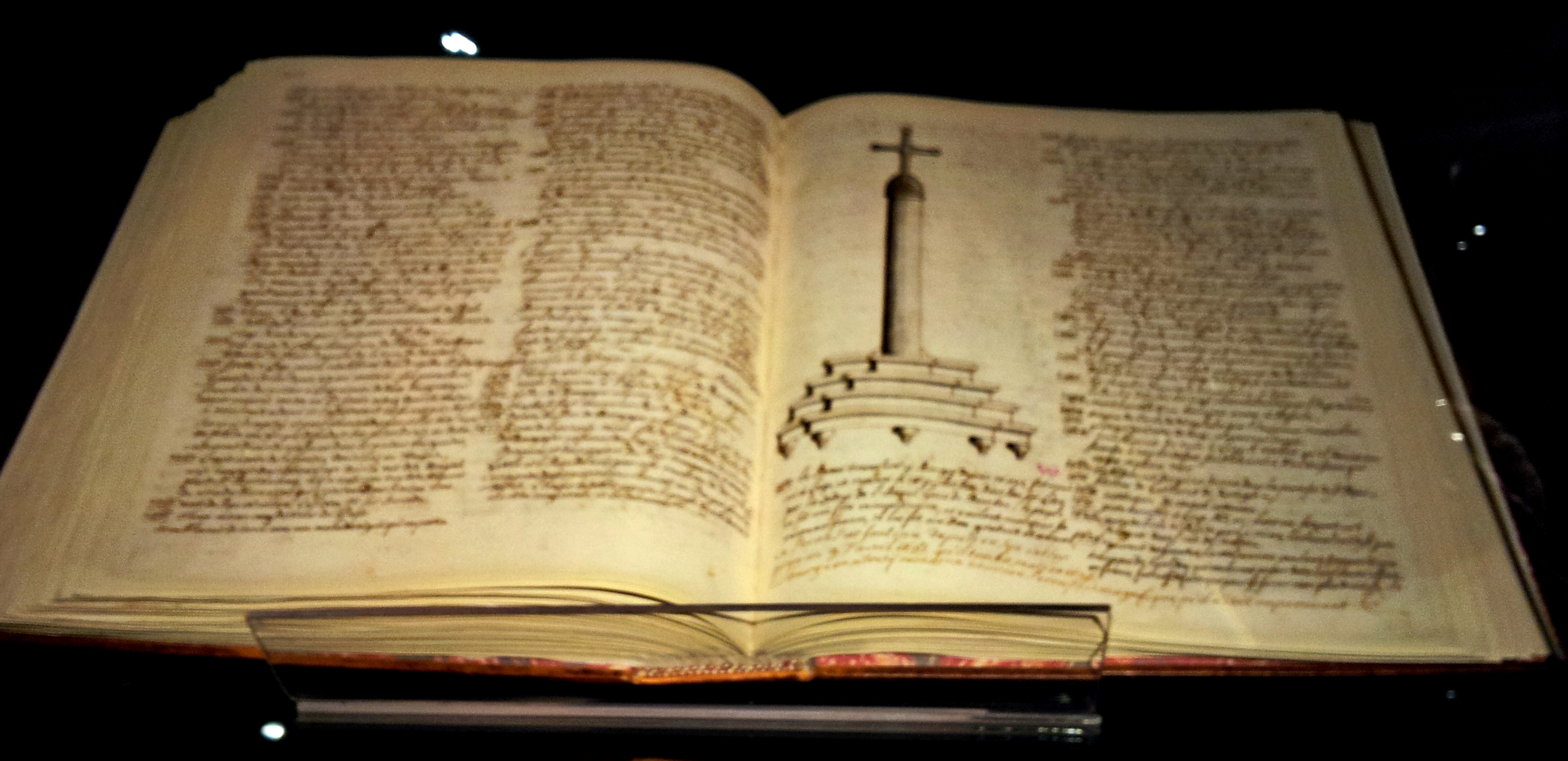
Deel van de 18e-eeuwse "encyclopedie van Duriau"

### Beschrijving gebouwen
Een groot deel van de 17e- en 18e-eeuwse abdijgebouwen is bewaard gebleven. Het U-vormige poortgebouw geeft toegang tot een binnenhof, waaraan zich het paleis van de abt en het gastenkwartier bevinden, die alle onder het bewind van abt Jean Dubois (1711-1749) tot stand kwamen. Op het fronton van het abtenpaleis is het wapen van Dubois aangebracht.Ook de kloostervleugels en de economiegebouwen (waaronder een watermolen) bleven in de Franse tijd gespaard. Achter de abdij bevindt zich een vrij toegankelijk landschapspark van ca 7 ha met verschillende biotopen. Een deel van het park dateert uit de 18e eeuw en heeft monumentenstatus. In het park staan achttien bomen die beschermd zijn als Waals erfgoed.
De kerk is in 1839 gedeeltelijk afgebroken en in 1870 weer opgebouwd. De vieringtoren werd pas in 1934 toegevoegd. In 1946 werd de kerk door de paus verheven tot basiliek. Enkele architectuurfragmenten van de 13e-eeuwse kerk zijn bewaard gebleven, onder andere de sacristie, twee kapellen en een hardstenen poortomlijsting aan de noordgevel van het koor. In het kerkinterieur bevindt zich verder een rood marmeren wijwatervat afkomstig van de oorspronkelijke kerk. Het klooster is tegen een zijbeuk van de kerk aangebouwd.

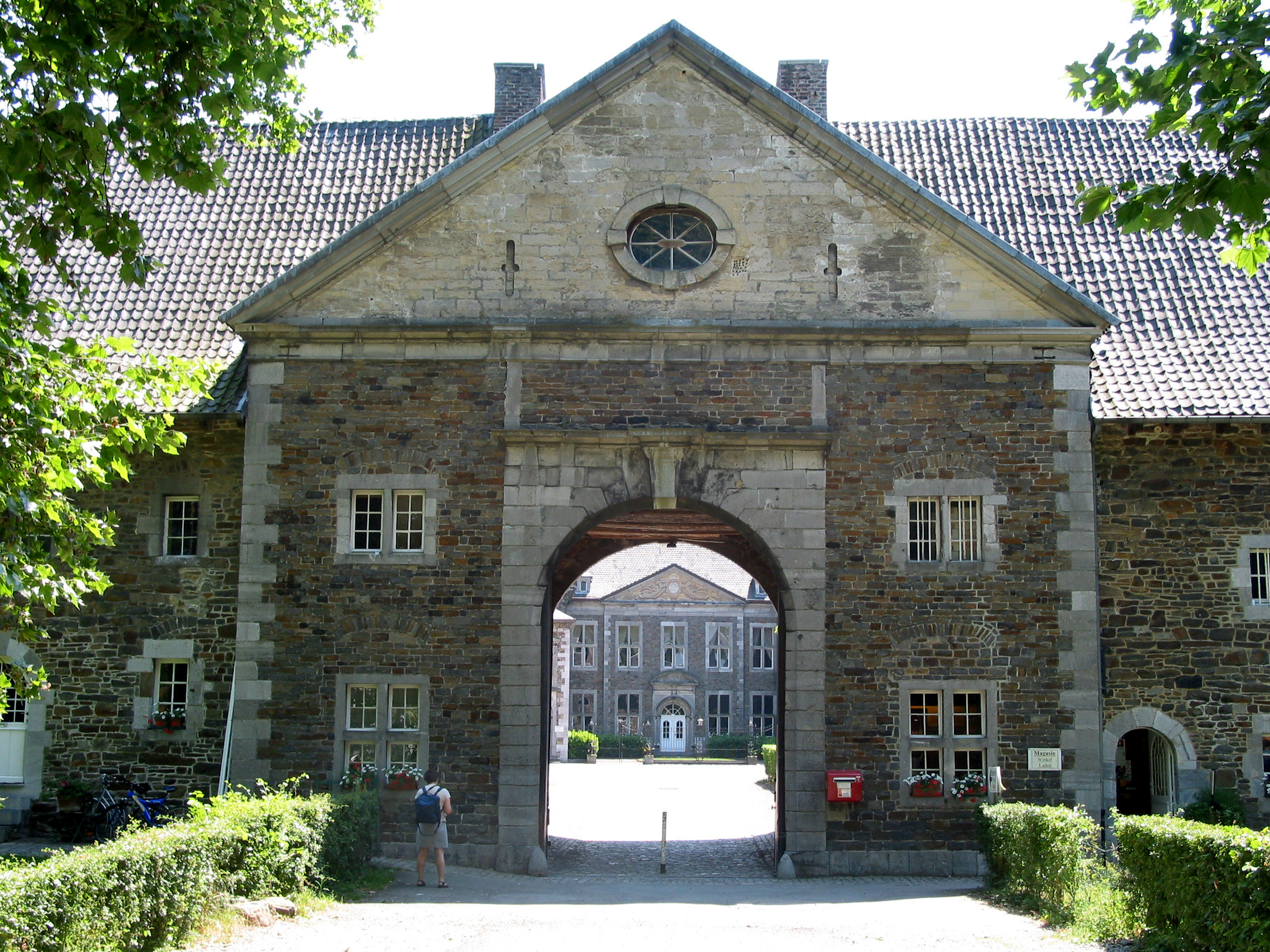
Grote ingangspoort
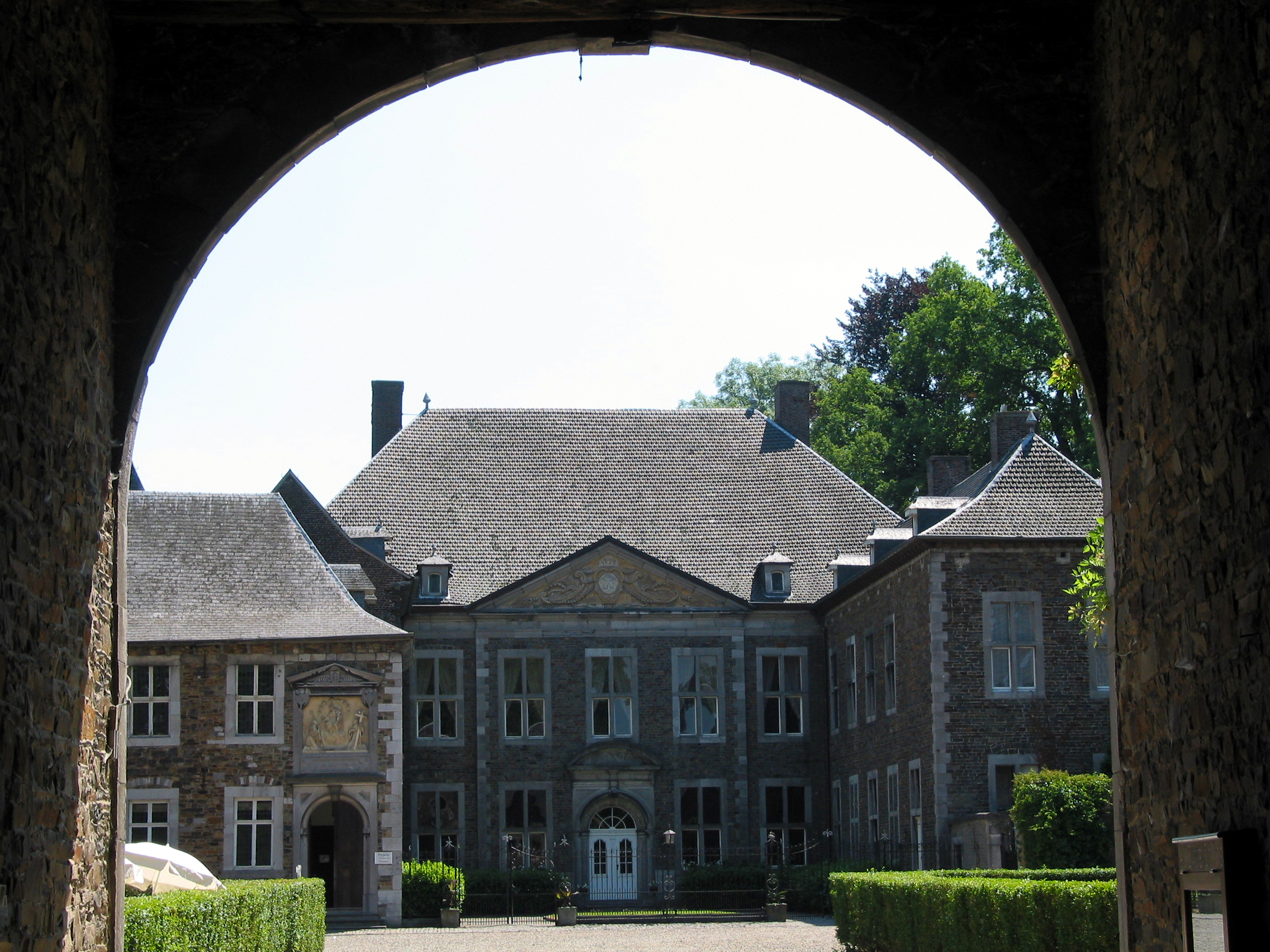
Paleis van de abt
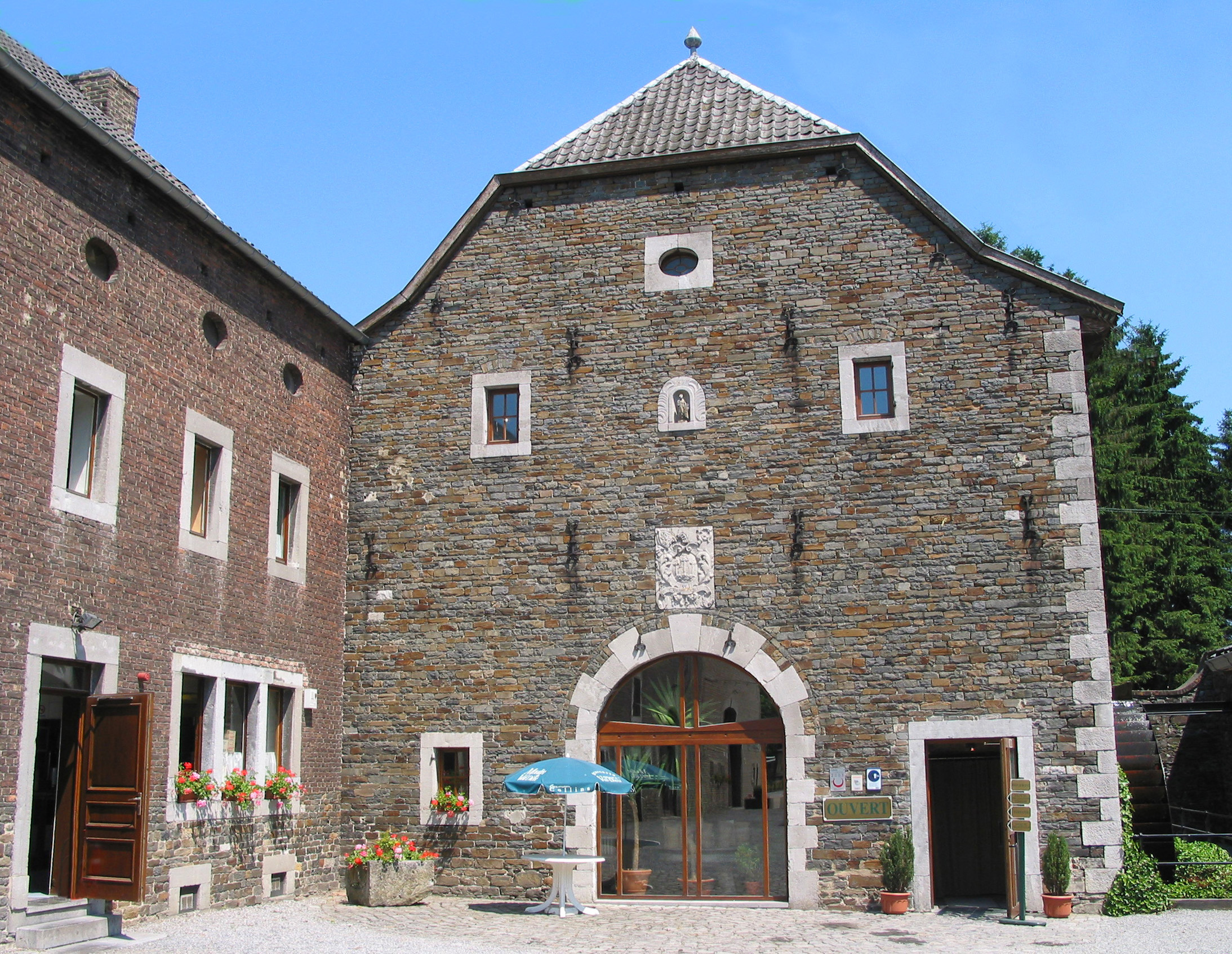
Watermolen
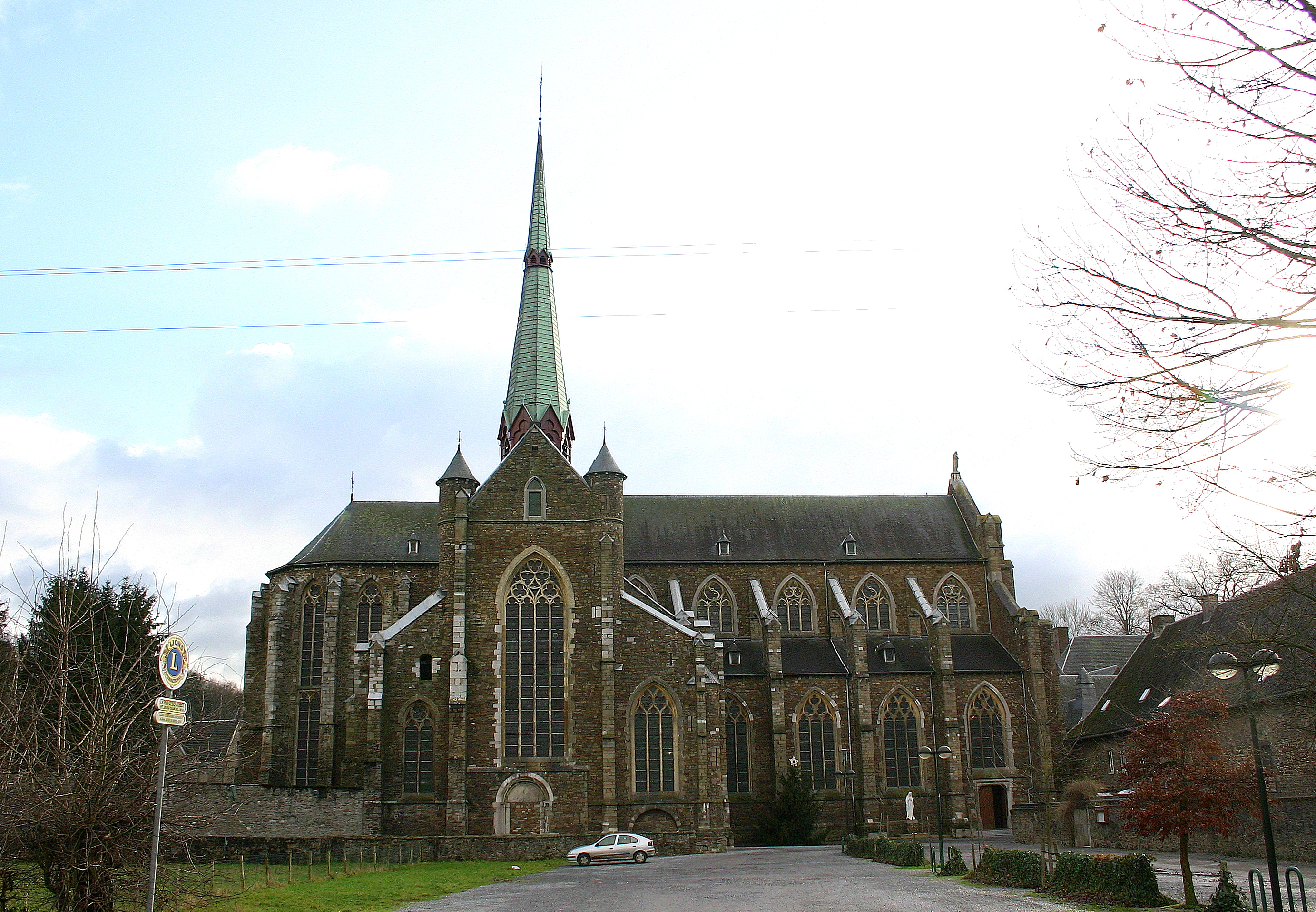
Neogotische abdijkerk
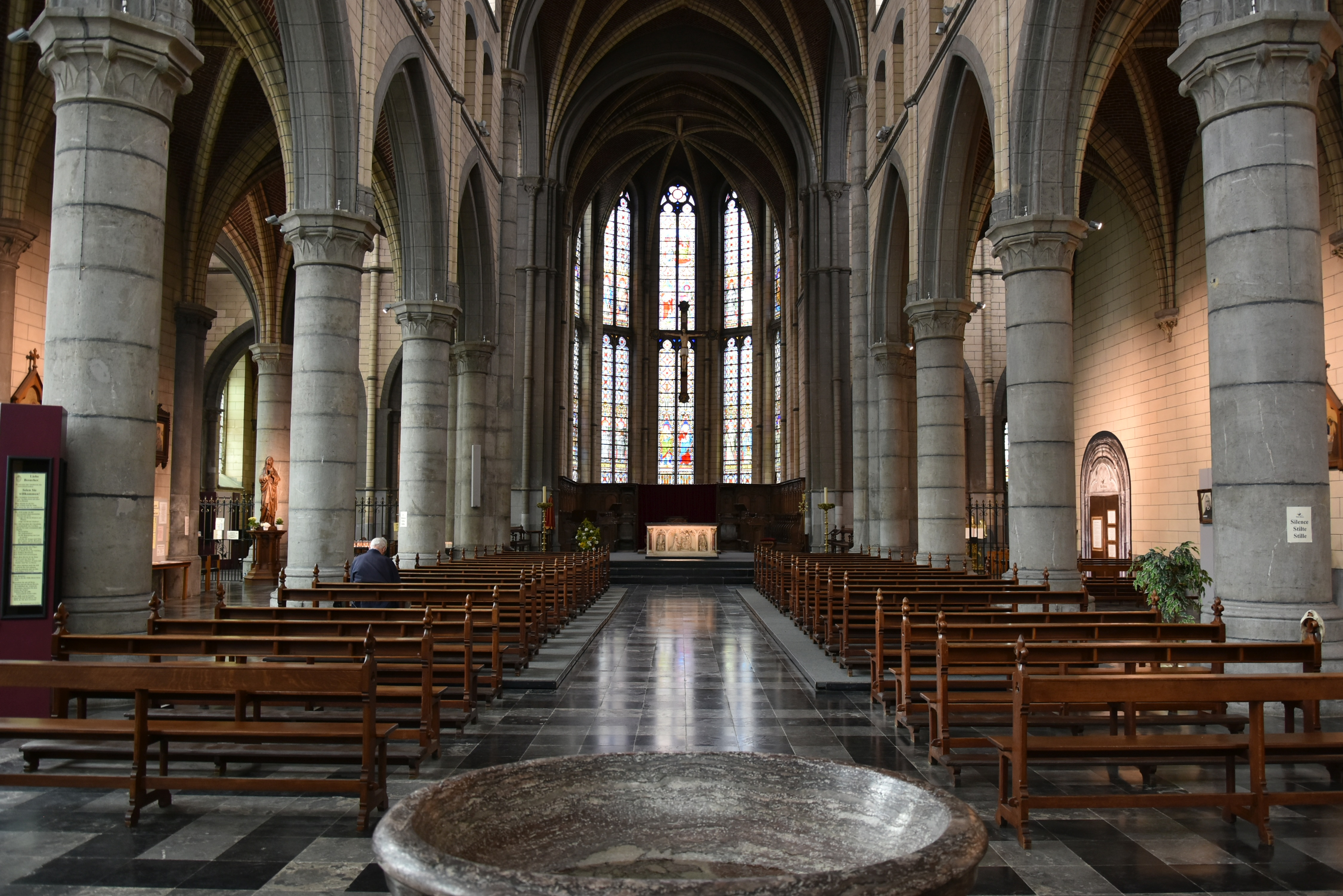
Het kerkschip
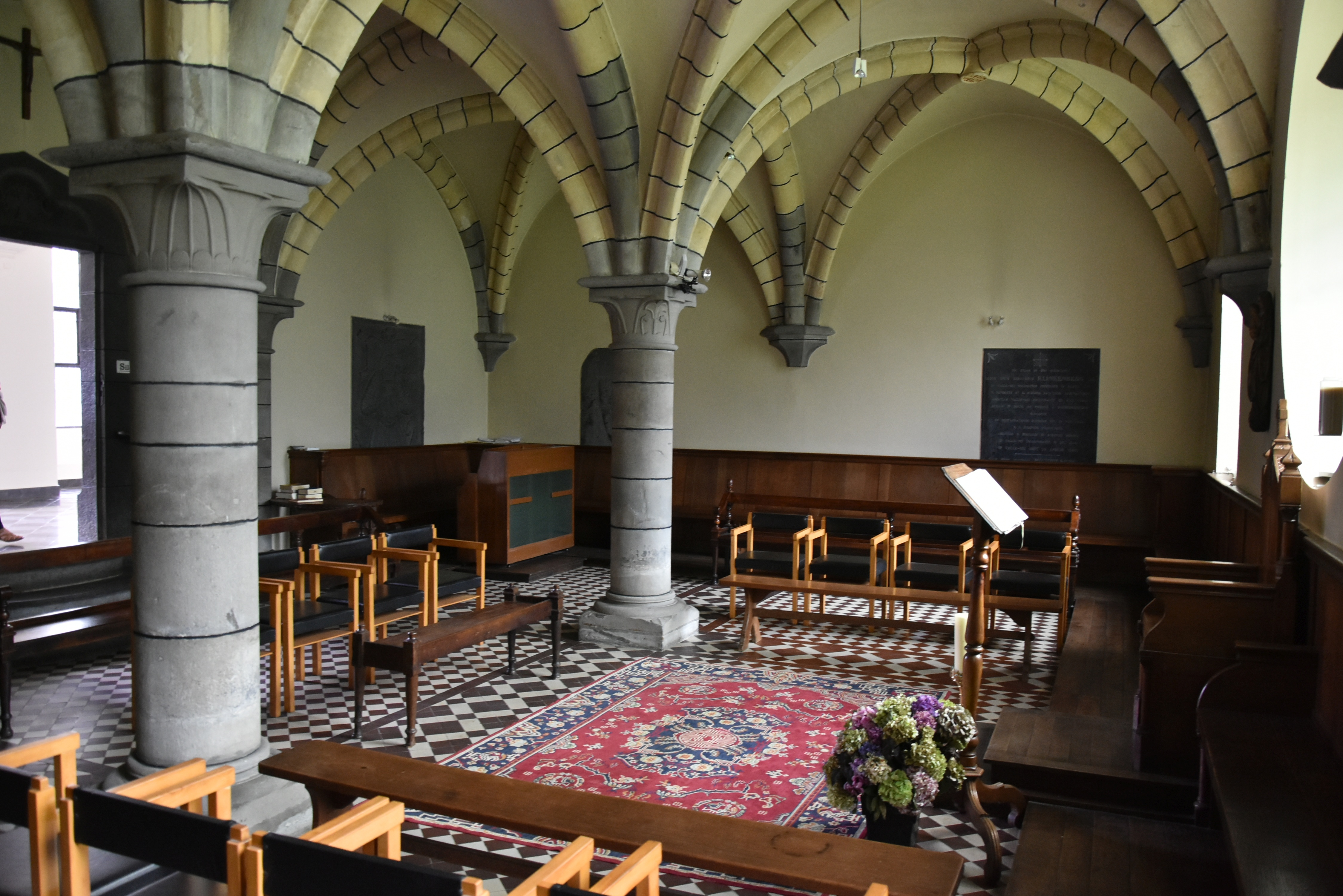
De kapittelzaal